# 搖籃曲
搖籃曲是一種撫人心靈的樂曲，一般是希望以熟悉的聲音和甜美的旋律用作哄小孩入睡或停止哭鬧。
基本而言搖籃曲以三拍子進行，以6/8 或3/4拍子。音色上以簡單逹至和諧。而搖籃曲的另一大不成文特色為降調，如蕭邦、李斯特、及巴拉基列夫所作的搖籃曲都是D♭的。

## 著名樂曲
- 約翰內斯·布拉姆斯

相信是最廣為人知的搖籃曲之一，本為他妹妹誕下第二兒子所作。
- 舒伯特（作品D. 498）
- 蕭邦
- 史特拉文斯基（火鳥）
- 哈察都量《加雅涅》第四首
- 月光光（中国广东民谣）
- 东北摇篮曲（中国东北民谣）
- 四月生日(曲梁詠琪主唱)
- 竹田摇篮曲（日本京都民谣）
- 搖嬰仔歌（臺灣閩南語歌謠呂泉生作曲）[1]
- 心肝寶貝（台灣閩南語黃鶯鶯主唱）